# 25 tháng 5
Ngày 25 tháng 5 là ngày thứ 145 (146 trong năm nhuận) trong lịch Gregory. Còn 220 ngày trong năm.

## Sự kiện
- 1954 – Đảng Cộng sản Việt Nam và Chính phủ quyết định tiến hành đợt 1 cải cách ruộng đất ở 47 xã thuộc các huyện Đại Từ, Đồng Hỷ, Phú Bình (tỉnh Thái Nguyên) và 6 xã thuộc huyện Nông Cống (tỉnh Thanh Hoá). Đợt 1 này kết thúc vào ngày 20–9–1954.
- 1977 – Phim khoa học giả tưởng Chiến tranh giữa các vì sao do George Lucas viết kịch bản và đạo diễn được phát hành, trở thành một trong những bộ phim thành công nhất mọi thời đại.
- 1981 – Hội đồng Hợp tác vùng Vịnh được thành lập tại Riyadh, Ả Rập Saudi.
- 1994 – Liên Hợp Quốc chấm dứt việc ủy trị đối với Palau sau khi Hoa Kỳ và Palau đồng ý thiết lập nền độc lập cho Palau.
- 2001 – Erik Weihenmayer trở thành người mù đầu tiên leo tới đỉnh của Everest.

## Sinh
- 1550 – Camillus de Lellis, linh mục Công giáo sáng lập dòng tá viên chuyên phục vụ bệnh nhân. (m. 1614)
- 1770 – Lê Ngọc Hân, con gái của vua Lê Hiển Tông, kế hậu của vua Quang Trung (m. 1799)
- 1791 – Minh Mạng, hoàng đế thứ hai của nhà Nguyễn (m. 1841).
- 1930 – Mikalaj Ivanavič Dziemianciej, nguyên thủ quốc gia Byelorussia Xô viết (m. 2018).[1]
- 1969 – Anne Heche, diễn viên người Mỹ (m. 2022)
- 1977 - Ngọc Trinh, diễn viên người Việt Nam
- 1985 – Roman Reigns, vận động viên đô vật chuyên nghiệp

## Mất
- 1369 – Trần Dụ Tông, hoàng đế thứ bảy của nhà Trần (s. 1336).
- 1818 – Danh sĩ Bùi Huy Bích (s. 1744).
- 1865 – Nguyễn Phúc Miên Miêu, tước phong Trấn Định Quận công, hoàng tử con vua Minh Mạng (s. 1832).
- 1973 – Lý Đức Quân, Chuẩn tướng Quân lực Việt Nam Cộng hòa (Sinh 1930)
- 2020 – George Floyd (s. 1973).

## Những ngày lễ và kỷ niệm
- Ngày Quốc tế các trẻ em bị mất tích (International Missing Children Day)